# Реформатская церковь (Лейпциг)
Реформатская церковь (англ. Reformierte Kirche) — евангелически-реформатская церковь в центре немецкого города Лейпциг в федеральной земле Саксония. Выстроенная в конце XIX века в стиле неоренессанс, она является одной из высотных доминант города и первым образцом единого церковного ансамбля, соединяющего в себе храм и приходской центр.

## Описание
Несмотря на то, что большинство церковных построек конца XIX века были возведены в стиле неоготики, здесь — впервые в Лейпциге — образцом послужила архитектура Ренессанса. Возведённое в 1896—1899 годах кирпичное здание полностью облицовано светлым песчаником, и благодаря своему богато украшенному фасаду идеально вписано в общее оформление парадной городской магистрали Ринг-штрассе. Обращённый к главной улице нем. Tröndlinring фасад акцентуирован двумя характерными ступенчатыми щипцами, указывающими на функциональное разделение частей ансамбля: общинный дом и собственно церковь. Над входом помещена историческая эмблема общины: сломанное/обрубленное дерево с молодыми побегами, а также слоган лат. Deus Det Incrementum. Над зданием, ну углу участка возвышается 67 метровая колокольная башня, при этом её массивное квадратное основание с примыкающей апсидой является частью внутреннего пространства церкви. Необычно, что циферблат башенных часов расположен уже на высоте щипцов прилегающей застройки; за счёт этого восьмиугольный световой барабан с вытянутыми вверх окнами выглядит исключительно филигранно. Наконец, завершает башню двухъярусный покрытый медью шпиль, увенчанный гугенотским крестом.
Внутреннее убранство — вследствие потерь во Второй мировой войне — исключительно скромно и функционально: полукруглый зал с эмпорами окрашен в белый цвет; в его середине размещены полукругом деревянные ряды скамей, обращённые к алтарю, над которым возвышается небольшой орган фирмы Jehmlich постройки 1969 года. К немногим украшениям относятся оформленные в приглушённых тонах витражи.

## История
Евангелически-реформатская община существует в Лейпциге с примерно 1700 года, когда в городе нашли пристанище вынужденные покинуть Францию гугеноты. Изначально молельные помещения общины располагались во Дворе Ауэрбаха (нем. Auerbachs Hof) и с 1707 года — в так называемом Амтсхаусе (нем. Amtshaus) напротив церкви св. Фомы. Значительно разросшаяся община к концу XIX века задумалась о возведении собственного репрезентативного здания, чему на руку сыграло новое архитектурное оформление кольцевой улицы Ринг-штрассе.
В 1895 году в объявлении конкурса на постройку новой церкви на углу современной улицы нем. Löhrstrasse было предписано возвести «достойное и монументальное» сооружение, при этом, чтобы не нарушать общую линию застройки, общинный дом должен был составить с храмом единое целое. Архитекторы Герхард Вайденбах (нем. Gerhard Weidenbach) и Рихард Чаммер (нем. Richard Tschammer), предложившие элегантное решение с почти 70-метровой колокольной башней на углу участка, были удостоены за свой проект первой премии на Парижской всемирной выставке 1900 года.
Заложенная в 1896 году, церковь была торжественно освящена 12 марта 1899 года.
Как многие другие здания центра города, реформатская церковь пострадала в результате массированной бомбардировки Лейпцига 4 декабря 1943 года, и была восстановлена лишь к 1969 году.
Значительную известность церкви принесли журналисты Арам Радомски и Зигберт Шефски, 9 октября 1989 года сумевшие с церковной колокольни тайком заснять крупную демонстрацию против правительства СЕПГ; их видео, показанное на следующий день в выпусках новостей западногерманского телевидения ARD, окончательно сделало Мирную революцию достоянием широкой общественности.
В 1992—1996 годах в реформатской церкви была проведена капитальная реставрация.